# Colin Miller
Colin Fyfe Miller (Hamilton, 1964. október 4. –) kanadai válogatott labdarúgó, edző.

## Fordítás
- Ez a szócikk részben vagy egészben  a   Colin Miller (soccer) című angol Wikipédia-szócikk fordításán alapul.  Az eredeti cikk szerkesztőit annak laptörténete sorolja fel. Ez a jelzés csupán a megfogalmazás eredetét és a szerzői jogokat jelzi, nem szolgál a cikkben szereplő információk forrásmegjelöléseként.